# Gibberellina
Le gibberelline sono composti terpenici prodotti dai funghi e dalle piante superiori, con attività ormonale. Sono una grande famiglia (indicata con la sigla GA's) che conta più di 125 molecole. Le gibberelline hanno struttura simile a diterpeni di 19-20 atomi di carbonio, tali atomi sono raggruppati in 4 o 5 anelli.
Influenzano la divisione cellulare e la crescita, regolano la fioritura in particolare delle specie a rosetta sostituendo l'effetto delle basse temperature, inducono la germinazione dei semi di molte dicotiledoni che di solito necessitano di periodi freddi e dei semi tenuti al buio. Le gibberelline sono molto sensibili al calore, in più inducono l'allungamento degli internodi e inibiscono la formazione delle radici. Sono biosintetizzate a partire dall'isopentenil pirofosfato.

GA1
GA3
ent-Gibberellano
ent-Kaurene

Biosintesi
Nelle piante superiori è prodotta dai meristemi apicali e subapicali del fusto, delle giovani foglioline, da embrioni e dal seme. Recentemente se ne è scoperta una isolata nei cloroplasti. Per la gibberellina, a differenza dell'auxina, non esiste un movimento polare definito ma si muove in tutte le direzioni ed ha un movimento limitato rispetto all'auxina.
La sintesi comincia nei Plastidi, a partire dall'  Isopentenil Difosfato si produce GGPP (Geranilgeranil Pirofosfato), che viene traslocato nel Reticolo Endoplasmatico.  Qui si sintetizza GA-12 (un precursore della gibberellina) e viene portato nel Citosol.
GA-20 OX, una Diossigenasi, fa un'idrossilazione su GA-12 e la attiva.

## Scoperta
Nel 1809 lo studio delle gibberelline iniziò in modo implicito con le osservazioni condotte sulla bakanae, o "pianta sciocca", una malattia del riso. Le particelle colpite da questa malattia crescono più rapidamente delle loro vicine sane, ma questa crescita rapida produce piante alte e malferme che muoiono prima di produrre i semi (chicchi di riso). Questa malattia, che ha avuto un impatto significativo sui raccolti di riso in diverse parti del mondo, è provocata dal fungo Gibberella fujikuroi. Nel 1925 il biologo giapponese Eiichi Kurosawa allevò il G. fujikuroi in un mezzo liquido, per poi separarlo da questo mediante filtrazione. Riscaldò poi il mezzo filtrato per uccidere tutti i funghi rimanenti, ma trovò che il filtrato risultante era ancora capace di indurre la crescita rapida nelle pianticelle di riso. Tuttavia, i mezzi che non avevano mai contenuto i funghi non davano questo effetto. Questo esperimento dimostrò che G. fujikuroi produce una sostanza chimica che promuove la crescita, Kurosawa chiamò tale sostanza Gibberellina.

## Trasduzione del Segnale
In Arabidopsis thaliana il recettore è GID-1 e si trova principalmente nel  nucleo. 
In assenza di Gibberellina, GID-1 ha una conformazione "aperta" ,  le proteine DELLA reprimono la trascrizione di geni sensibili. 
Con la Gibberellina, il complesso che si forma con GID-1 si lega alla proteina E3 Ubiquitina Ligasi. Avviene quindi la poliubiquitinazione delle proteine DELLA che vengono degradate da un Proteasoma, con conseguente attivazione dei geni sensibili alla Gibberellina. 

## Funzione
Le gibberelline insieme ad altri ormoni regolano la crescita dei frutti. Sappiamo da molto tempo che le viti che producono bacche prive di semi (vinaccioli) sviluppano dei frutti più piccoli delle varietà che invece producono bacche dotate di vinaccioli. La rimozione sperimentale di vinaccioli da bacche immature impedisce la normale crescita di questi frutti, suggerendo in modo ancora più esplicito che i semi sono fonte di un meccanismo di regolazione della crescita. Gli studi biochimici mostrano come i vinaccioli nel corso del loro sviluppo producano gibberelline, che quindi si diffondono nel tessuto immaturo dei frutti. Un altro degli effetti delle gibberelline è visibile in alcune piante biennali (cioè che crescono senza riprodursi nel loro primo anno di vita) fioriscono nel secondo, e quindi muoiono. Alcune di queste piante rispondono ad un aumento del numero di gibberelline. Nel corso del loro secondo anno di vita i  meristemi apicali di queste piante biennali reagiscono ai segnali ambientali producendo germogli allungati, che alla fine porteranno dei frutti. Questo allungamento rapido dei germogli viene chiamato getto. Quando la pianta percepisce i segnali appropriati (giorni più lunghi o una quantità sufficiente di freddo invernale) produce più gibberelline, la cui concentrazione aumenta fino a un livello che provoca il getto dei fusti. Alcune specie biennali produrranno getti se spruzzate con una soluzione di gibberelline anche se non percepiscono nessun segnale ambientale. Le gibberelline hanno anche altri effetti importanti: possono provocare la crescita di frutti di fiori non fecondati, promuovere la germinazione dei semi e aiutare le gemme primaverili a uscire dalla dormienza.